# Пупырев, Евгений Иванович
Евгений Иванович Пупырев (1 октября 1944, Калачево, Челябинская область — 24 января 2022) — российский учёный в области объектов жилищно-коммунального хозяйства, доктор технических наук, профессор, заведующий кафедрой «Управление природно-техногенной средой» Московского государственного строительного университета. Почётный член РААСН.

## Биография
Родился 1 октября 1944 года в селе Калачёво Еткульского района Челябинской области.
В 1967 году окончил Куйбышевский политехнический институт имени В. В. Куйбышева по специальности «Электропривод и автоматизация промышленный установок».
В 1970—1993 годах работал в Институте автоматики и телемеханики АН СССР. Занимал должности аспиранта, младшего и старшего научного сотрудника.
С 1989 года работал в российско-итальянском предприятии по информатизации городского хозяйства.
С 1997 по 2015 год — генеральный директор АО «Институт МосводоканалНИИпроект».
С 2015 года — председатель Экспертно-технологического совета Российской ассоциации водоснабжения и водоотведения (ЭТС РАВВ).
С 2003 по 2011 года — заведующий кафедрой «Управление природно-техногенной средой», затем до 2022 — профессор кафедры «Гидравлики и гидротехнического строительства» Московского государственного строительного университета.
При его участии разработаны схема санитарной очистки Москвы от твердых бытовых отходов, генеральные схемы отвода и очистки поверхностных вод, сбора и утилизации снега с дорог, комплексная программа по восстановлению малых рек и водоёмов, стратегия развития системы водоснабжения и водоотведения на период до 2025 года.
Умер 24 января 2022 года. Похоронен на Митинском кладбище в Москве.

## Научная деятельность
Кандидат (1971), доктор (1989) технических наук. Диссертации:
- Методы и машинные процедуры минимизации многовыходных комбинационных логических структур в базисах И, ИЛИ, НЕ; ИЛИ-НЕ; И-НЕ; сумма mod 2, И, НЕ[3].
- Разработка основ теории перестраиваемых автоматов для проектирования дискретных управляющих устройств на базе специализированных БИС[4].

Сочинения:
- Перестраиваемые автоматы и микропроцессорные системы — Москва: Наука, 1984. — 192 с.: ил.; 20 см. Тираж 12900 экз.
- Системы жизнеобеспечения городов / Е. И. Пупырев — Москва: Наука, 2006 (М.: Типография «Наука» РАН). — 246 с.: ил., табл.; 24 см; ISBN 5-02-033966-0 Тираж: 2000 экз.
- Опыты конструктивной экологии / Е. И. Пупырев — Москва: Прима-пресс, 1997. — 142 с.: ил.; 24 см; ISBN 5-89471-007-3
- The experiences of constructional ecology / Evgueny I. Poupyrev. — Moscow: Prima-Press-M, 2000. — 123 с.: ил.; 24 см; ISBN 5-93310-014-5
- Микропроцессоры в управлении и связи / Л. А. Залманзон, Е. И. Пупырев — Москва: Знание, 1982. — 63 с.: ил.; 20 см. — (Новое в жизни, науке, технике).
- Логическое проектирование дискретных автоматов: Языки, методы, алгоритмы / М. А. Гаврилов, В. В. Девятков, Е. И. Пупырев. — Москва: Наука, 1977. — 351 с.: ил.; 22 см.
- Методы локализации и обработки фильтрата полигонов захоронения твердых бытовых отходов / П. А. Потапов, Е. И. Пупырев, А. Д. Потапов; под общ. ред. А. Д. Потапова. — Москва: Изд-во Ассоц. строит. вузов, 2004. — 166 с.: ил.; 22 см; ISBN 5-93093-319-7: 500
- Инженерная экология: энциклопедический справочник: термины, определения и статьи по различным аспектам инженерной экологии / Пупырев Е. И. [и др.]; Российская акад. естественных наук, МосводоканалНИИпроект АКХ им. К. Д. Памфилова; под ред. А. Н. Мирного. — Москва: Прима-Пресс Экспо, 2009. — 895 с.: ил., табл.; 24 см; ISBN 978-5-904305-01-7

## Награды и звания
- Медаль ордена «За заслуги перед Отечеством» II степени (1999)[1][5]
- Почётный строитель России (2006)[1]
- Знак ордена св. Александра Невского «За труды и Отечество» I степени (2007)[1]
- Медаль «За доблестный труд» (2009)[1]
- Дважды лауреат Премии Правительства Российской Федерации в области науки и техники (2009, 2021) — за разработку и внедрение эффективных ресурсосберегающих технологий подготовки питьевой воды для населенных пунктов промышленных регионов с интенсивным антропогенным воздействием на окружающую среду[1][6]
- Лауреат Премии Правительства Российской Федерации в области образования (2010) — за комплекс работ «Учебно-методическое обеспечение и формирование научных основ профессионального образования в области экологической безопасности строительных систем и технологий»[6][1]
- Заслуженный работник жилищно-коммунального хозяйства Российской Федерации (2010)[7][1][6]
- Почетная грамота Московской городской Думы (2004)[8]
- Почётный член Российской академии архитектуры и строительных наук.